# Bettina Lugk
Bettina Lugk (* 3. Februar 1982 in Ludwigsfelde) ist eine deutsche Politikerin der SPD sowie seit 2021 Mitglied des Deutschen Bundestages für den sauerländischen Bundestagswahlkreis Märkischer Kreis II.

## Herkunft, Ausbildung und Mitgliedschaften
Bettina Lugk wuchs im brandenburgischen Ludwigsfelde auf, wo sie mit ihrer Familie lebte. Nach dem Abitur im Jahr 2001 am Marie-Curie-Gymnasium Ludwigsfelde begann sie 2002 ihr Studium an der Freien Universität Berlin. Das Geographie-Studium schloss sie 2011 mit dem Titel „Bachelor of Science“ ab. Ihr Studienschwerpunkt lag auf den Auswirkungen des Demografischen Wandels auf die Infrastruktur und Raumplanung.
In den Jahren 2016 bis 2018 absolvierte sie an der Brandenburgischen Kommunalakademie erfolgreich eine Weiterbildung zur Verwaltungsfachwirtin.
Bettina Lugk ist außerdem Mitglied der Sozialdemokratischen Gemeinschaft für Kommunalpolitik e.V. und der Gewerkschaft ver.di.

## Berufliches
Von 2007 bis 2011 war Bettina Lugk Landesgeschäftsführerin der Jusos Brandenburg. Außerdem hat sie als studentische Mitarbeiterin einer Bundestags- und eines Landtagsabgeordneten gearbeitet und war danach  Büroleiterin einer Bundestagsabgeordneten. Seit 2013 war sie in der Verwaltung des Deutschen Bundestages bei der Vizepräsidentin bzw. Vizepräsidentin a. D. Ulla Schmidt, MdB, angestellt. Ebenfalls seit 2013 arbeitete sie nebenberuflich für die Bundesvereinigung Lebenshilfe e.V.

## Politische Laufbahn
Im Jahr 2005 trat Bettina Lugk in die SPD ein. Von 2009 bis 2018 war sie Vorsitzende des SPD-Ortsvereins Ludwigsfelde und von 2018 bis 2021 Vorsitzende der SPD Teltow-Fläming. Dem Kreistag Teltow-Fläming gehörte sie als Mitglied von 2014 bis 2019 an. Von 2008 bis 2021 war sie Mitglied der Stadtverordnetenversammlung Ludwigsfelde (Stadtrat) und seit 2015 hatte sie den Vorsitz des Gremiums inne.
Im Jahr 2021 wurde sie zur Direktkandidatin der SPD im sauerländischen Wahlkreis Märkischer Kreis II gewählt. Bei der Bundestagswahl am 26. September 2021 erreichte sie 30,4 % der Stimmen und unterlag damit dem CDU-Kandidaten Paul Ziemiak, der 33,6 % der Stimmen erhielt. Lugk zog über Platz 14 der Landesliste der SPD dennoch in den 20. Deutschen Bundestag ein.
Bei der vorgezogenen Bundestagswahl 2025 trat sie erneut im Wahlkreis Märkischer Kreis II an, verlor jedoch wieder gegen Paul Ziemiak (CDU). Sie zog wieder über Listenplatz 14 der SPD-Landesliste in den Bundestag ein.